# 12 Wasted Years
12 Wasted Years är en livevideo av den brittiska heavy metalgruppen Iron Maiden, släppt i oktober, 1987.
Videon visar bandet från allra första början, året 1975 då de nästan bara spelade på pubar runt om i London, England och sedan avslutas med Somewhere on Tour som var turnén som följde efter albumet Somewhere in Time. 
Videon innehåller sällsynta bilder från konserter och intervjuer, både från Iron Maiden och andra band. Till exempel så medverkar Adrian Smiths gamla band Urchin med en låt, "She's a Roller".
Även denna finns som dvd, dock som bootleg, gjord av det brasilianska företag som även släppte en bootleg av Live After Death.

## Låtlista
1. Stranger in a Strange Land (Smith)
2. Charlotte The Harlot (Murray)
3. Running Free (Harris, Di'Anno)
4. Women in Uniform (Macainsh)
5. Murders in the Rue Morgue (Harris)
6. Children of the Damned (Harris)
7. The Number of the Beast (Harris)
8. Total Eclipse (Harris, Murray, Burr)
9. Iron Maiden (Harris)
10. Sanctuary (Harris, Di'Anno, Murray)
11. The Prisoner (Smith, Harris)
12. 22 Acacia Avenue (Harris, Smith)
13. Wasted Years (Smith)
14. The Trooper (Harris)

## Banduppsättning
- Steve Harris - bas
- Bruce Dickinson - sång
- Adrian Smith - gitarr
- Dave Murray - gitarr
- Janick Gers - gitarr
- Nicko McBrain - trummor